# 珍名馬
珍名馬（ちんめいば）とは変わった競走馬の名前をさす俗語のことである。

#### 主な名付け親
- 大島昌也[2]
- 小田切有一[3][4]
- 金子真人[5]

#### 珍名馬一覧
- あ行

・アナゴサン（中央）
・イロゴトシ（中央：中山大障害・J・GⅠ）
・エロス（中央・未出走➔地方・水沢➔名古屋）
・オオタニサーン（中央）
・オジサンオジサン（中央）
・オバサンオバサン（地方・門別）
・オマワリサン（中央➔地方・佐賀）
・オレハマッテルゼ（中央：高松宮記念・GⅠ）
・オレンジジュース（中央➔地方・佐賀）
- か行

・カレンチャン（中央：スプリンターズS・GⅠ）
・キミノナハⅠ（中央）
・キミノナハⅡ（地方・浦和）
・キンタマーニⅠ（地方・船橋）
・キンタマーニⅡ（地方・高知➔佐賀）
- さ行

・サザエサン（中央？　26戦4勝）
・サヨウナラ（中央：エンプレス杯・GⅡ）
・シャア（中央➔地方・門別）
・ジーカップダイスキ（地方・浦和➔金沢）
・サラダ（中央）
・スマイルアップ（中央）
・スモモモモモモモモ（地方・浦和）
- た行

・チカラモチ[ばんえい]（地方・帯広）
・チョメチョメ（中央➔地方・高知➔中央）
・ツガルノボブ[ばんえい]（地方・帯広）
・ツンデレ（中央➔地方・笠松）
・トンコツラーメン（中央➔佐賀）
・ドンダケ―（中央➔地方・門別➔南関東➔盛岡）
- な行

・ナイスナイスナイス（中央：京都記念・GⅡ）
・ナナナナナイロ（地方・水沢）
・ナゾ（地方・金沢➔中央）
・ナンデヤネン（中央）
- は行

・ヒヒーン（中央）
・ブタノカックーニ（中央➔地方・名古屋）
・ホーケイヨシダ[アラ]
・ポテチ（中央）
・ホンマカイナ（中央➔地方・高知➔南関東➔高知）
- ま行

・マルリンモンロー（中央➔地方・笠松）
・ミソラーメン（地方・園田）
・モチ（中央）
- や行

・ヨアソビ（中央➔地方・高知➔南関東）
・ヨバンマツイ（中央➔地方・兵庫➔中央）
- ら行

・リンゴアメ（中央：函館2歳ステークス・GⅢ）
・リンゴジュース（中央➔地方・高崎）
・レマンコ（地方・高知➔南関東➔名古屋）
- わ行

・ワタシダケドナニカ（中央）
・ワタシハサイキョウ（地方・盛岡）
・ワナ（中央：新潟2歳ステークス・GⅢ）
1. 1 2 3  『競走馬』2025年8月9日。2025年8月19日閲覧。
2. ↑  “珍名馬”. ピクシブ百科事典. 2025年8月19日閲覧。
3. ↑  “珍名馬”. ピクシブ百科事典. 2025年8月19日閲覧。
4. ↑  『競走馬』2025年8月9日。2025年8月19日閲覧。
5. ↑  『競走馬』2025年8月9日。2025年8月19日閲覧。
6. ↑  “アナゴサン (Anagosan) | 競走馬データ”. netkeiba. 2025年8月19日閲覧。
7. 1 2 3  “競馬の面白珍名馬40頭【珍名馬のオーナーも紹介】”. 競馬情報サイト│うまウィキ (2025年1月16日). 2025年8月19日閲覧。
8. ↑  “イロゴトシ (Irogotoshi) | 競走馬データ”. netkeiba. 2025年8月19日閲覧。
9. 1 2 3 4 5 6 7 8 9  “競馬にいる面白い名前の競走馬・珍名馬150選！｜競馬の先生”. 競馬の先生 (2024年4月21日). 2025年8月19日閲覧。
10. ↑  “エロス | 競走馬データ”. netkeiba. 2025年8月19日閲覧。
11. ↑  “オオタニサーン (Otanisan) | 競走馬データ”. netkeiba. 2025年8月19日閲覧。
12. ↑  “オジサンオジサン (Ojisan Ojisan) | 競走馬データ”. netkeiba. 2025年8月19日閲覧。
13. 1 2  “競馬にいる面白い名前の競走馬・珍名馬150選！｜競馬の先生”. 競馬の先生 (2024年4月21日). 2025年8月19日閲覧。
14. ↑  “オバサンオバサン | 競走馬データ”. netkeiba. 2025年8月19日閲覧。
15. ↑  “オマワリサン (Omawarisan) | 競走馬データ”. netkeiba. 2025年8月19日閲覧。
16. ↑  “オレンジジュース (Orange Juice) | 競走馬データ”. netkeiba. 2025年8月19日閲覧。
17. ↑  “キミノナハ | 競走馬データ”. netkeiba. 2025年8月19日閲覧。
18. ↑  “キミノナハ (Kimino Nawa) | 競走馬データ”. netkeiba. 2025年8月19日閲覧。
19. ↑  “キンタマーニ (Kintamani) | 競走馬データ”. netkeiba. 2025年8月19日閲覧。
20. ↑  “キンタマーニ (Kintamani) | 競走馬データ”. netkeiba. 2025年8月19日閲覧。
21. ↑  “サザエサン | 競走馬データ”. netkeiba. 2025年8月19日閲覧。
22. ↑  “年度別累計成績／主な成績｜競走成績｜サザエサン｜JBISサーチ（JBIS-Search）”. www.jbis.or.jp. 2025年8月19日閲覧。
23. ↑  “サヨウナラ (Sayonara) | 競走馬データ”. netkeiba. 2025年8月19日閲覧。
24. ↑  “シャア (Shah) | 競走馬データ”. netkeiba. 2025年8月19日閲覧。
25. ↑  “ジーカップダイスキ | 競走馬データ”. netkeiba. 2025年8月19日閲覧。
26. ↑  “サラダ (Salad) | 競走馬データ”. netkeiba. 2025年8月19日閲覧。
27. ↑  “スマイルアップ (Smile Up) | 競走馬データ”. netkeiba. 2025年8月19日閲覧。
28. ↑  “スモモモモモモモモ (Sumomomomomomomomo) | 競走馬データ”. netkeiba. 2025年8月19日閲覧。
29. ↑  “チカラモチ | 競走馬データ”. netkeiba. 2025年8月19日閲覧。
30. ↑  “チョメチョメ (Chomechome) | 競走馬データ”. netkeiba. 2025年8月19日閲覧。
31. ↑  “ツガルノボブ | 競走馬データ”. netkeiba. 2025年8月19日閲覧。
32. ↑  “ツンデレ (Tsundere) | 競走馬データ”. netkeiba. 2025年8月19日閲覧。
33. ↑  “トンコツラーメン (Tonkotsu Ramen) | 競走馬データ”. netkeiba. 2025年8月19日閲覧。
34. ↑  “ドンダケー (Dondake) | 競走馬データ”. netkeiba. 2025年8月19日閲覧。
35. ↑  “ナイスナイスナイス (Nice Nice Nice) | 競走馬データ”. netkeiba. 2025年8月19日閲覧。
36. ↑  “ナナナナナイロ (Nanana Nanairo) | 競走馬データ”. netkeiba. 2025年8月19日閲覧。
37. ↑  “ナゾ (Nazo) | 競走馬データ”. netkeiba. 2025年8月19日閲覧。
38. ↑  “ナンデヤネン (Nandeyanen) | 競走馬データ”. netkeiba. 2025年8月19日閲覧。
39. ↑  “ヒヒーン (Hihin) | 競走馬データ”. netkeiba. 2025年8月19日閲覧。
40. ↑  “ブタノカックーニ (Butano Kakkuni) | 競走馬データ”. netkeiba. 2025年8月19日閲覧。
41. ↑  “ホーケイヨシダ｜JBISサーチ（JBIS-Search）”. www.jbis.or.jp. 2025年8月19日閲覧。
42. ↑  “ポテチ (Potechi) | 競走馬データ”. netkeiba. 2025年8月19日閲覧。
43. ↑  “ホンマカイナ (Hommakaina) | 競走馬データ”. netkeiba. 2025年8月19日閲覧。
44. ↑  “マルリンモンロー (Maru Rin Monroe) | 競走馬データ”. netkeiba. 2025年8月19日閲覧。
45. ↑  “ミソラーメン (Miso Ramen) | 競走馬データ”. netkeiba. 2025年8月19日閲覧。
46. ↑  “ミソラーメン｜JBISサーチ（JBIS-Search）”. www.jbis.or.jp. 2025年8月19日閲覧。
47. ↑  “モチ (Mochi) | 競走馬データ”. netkeiba. 2025年8月19日閲覧。
48. ↑  “ヨアソビ (Yoasobi) | 競走馬データ”. netkeiba. 2025年8月19日閲覧。
49. ↑  “ヨバンマツイ (Yoban Matsui) | 競走馬データ”. netkeiba. 2025年8月19日閲覧。
50. ↑  “リンゴアメ (Ringoame) | 競走馬データ”. netkeiba. 2025年8月19日閲覧。
51. ↑  “リンゴジュース (Ringo Juice) | 競走馬データ”. netkeiba. 2025年8月19日閲覧。
52. ↑  “レマンコ (Leman Ko) | 競走馬データ”. netkeiba. 2025年8月19日閲覧。
53. ↑  “ワタシダケドナニカ (Watasidakedonanika) | 競走馬データ”. netkeiba. 2025年8月19日閲覧。
54. ↑  “ワタシダケドナニカ (Watasidakedonanika) | 競走馬データ”. netkeiba. 2025年8月19日閲覧。
55. ↑  “ワナ (Wana) | 競走馬データ”. netkeiba. 2025年8月19日閲覧。